# Szíria a 2020. évi nyári olimpiai játékokon
Szíria a japán Tokióban megrendezett 2020. évi nyári olimpiai játékok egyik részt vevő nemzete volt. Az országot az olimpián 6 sportágban 6 sportoló képviselte, akik összesen 1 érmet szereztek.

## Érmesek
| Érem  | Versenyző | Sportág    | Versenyszám   |
| ----- | --------- | ---------- | ------------- |
| Bronz | Man Asaad | Súlyemelés | Férfi +109 kg |

## Asztalitenisz
Női
| Versenyző | Versenyszám | Selejtező                              | 64-es főtábla     | 48-as főtábla     | 32-es főtábla     | Nyolcaddöntő      | Negyeddöntő       | Elődöntő          | Döntő             | Helyezés |
| Versenyző | Versenyszám | Ellenfél Eredmény                      | Ellenfél Eredmény | Ellenfél Eredmény | Ellenfél Eredmény | Ellenfél Eredmény | Ellenfél Eredmény | Ellenfél Eredmény | Ellenfél Eredmény | Helyezés |
| --------- | ----------- | -------------------------------------- | ----------------- | ----------------- | ----------------- | ----------------- | ----------------- | ----------------- | ----------------- | -------- |
| Hend Zaza | Egyes       | Jia Liu (AUT) · 4–11, 9–11, 3–11, 5–11 | kiesett           | kiesett           | kiesett           | kiesett           | kiesett           | kiesett           | kiesett           | 65.      |

## Atlétika
Férfi
| Versenyző     | Versenyszám | Selejtező | Selejtező | Döntő    | Döntő    |
| Versenyző     | Versenyszám | Eredmény  | Helyezés  | Eredmény | Helyezés |
| ------------- | ----------- | --------- | --------- | -------- | -------- |
| Mádzsed Gazál | Magasugrás  | 221 cm    | 19.*      | kiesett  | kiesett  |

* – egy másik versenyzővel azonos eredményt ért el

## Lovaglás
Díjugratás
| Versenyző          | Ló      | Versenyszám | Selejtező        | Selejtező        | Selejtező        | Döntő       | Döntő       | Döntő       | Döntő     | Döntő     | Döntő     | Végeredmény |
| Versenyző          | Ló      | Versenyszám | Selejtező        | Selejtező        | Selejtező        | Alapverseny | Alapverseny | Alapverseny | Szétugrás | Szétugrás | Szétugrás | Végeredmény |
| Versenyző          | Ló      | Versenyszám | Bünt.            | Idő              | Hely.            | Bünt.       | Idő         | Hely.       | Bünt.     | Idő       | Hely.     | Helyezés    |
| ------------------ | ------- | ----------- | ---------------- | ---------------- | ---------------- | ----------- | ----------- | ----------- | --------- | --------- | --------- | ----------- |
| Ahmad Száber Hamso | Deville | Egyéni      | nem állt rajthoz | nem állt rajthoz | nem állt rajthoz | kiesett     | kiesett     | kiesett     | kiesett   | kiesett   | kiesett   | helyezetlen |

## Súlyemelés
Férfi
| Versenyző | Versenyszám | Szakítás | Szakítás | Lökés    | Lökés    | Összesen | Helyezés |
| Versenyző | Versenyszám | Eredmény | Helyezés | Eredmény | Helyezés | Összesen | Helyezés |
| --------- | ----------- | -------- | -------- | -------- | -------- | -------- | -------- |
| Man Asaad | +109 kg     | 190      | 3.       | 234      | 4.       | 424      |          |

## Triatlon
Egyéni
| Versenyző    | Versenyszám | 1,5 km úszás | Depózás 1 | 40 km kerékpározás | Depózás 2 | 10 km futás | Összesítés | Összesítés |
| Versenyző    | Versenyszám | Idő          | Idő       | Idő                | Idő       | Idő         | Idő        | Helyezés   |
| ------------ | ----------- | ------------ | --------- | ------------------ | --------- | ----------- | ---------- | ---------- |
| Mohamad Maso | Férfi       | 18:07        | 0:42      | 58:10              | 0:40      | 36:33       | 1:54:12    | 46.        |

## Úszás
Férfi
| Versenyző   | Versenyszám    | Előfutam | Előfutam | Előfutam | Elődöntő | Elődöntő | Elődöntő | Döntő   | Döntő    |
| Versenyző   | Versenyszám    | Idő      | Hely.    | Össz.    | Idő      | Hely.    | Össz.    | Idő     | Helyezés |
| ----------- | -------------- | -------- | -------- | -------- | -------- | -------- | -------- | ------- | -------- |
| Ayman Kelzi | 200 m pillangó | 1:59,57  | 1.       | 32.      | kiesett  | kiesett  | kiesett  | kiesett | kiesett  |